# Giulio Gherlandi
Giulio Gherlandi (Spresiano, 1520 circa – Venezia, 1562) è stato un religioso italiano.

## Biografia
Era figlio del curato di Spresiano, vicino a Treviso. In giovane età abbandonò il seminario per entrare nella comunità anabattista. Nel 1546 fece parte dei Collegia Vicentina, dove si incontrarono gli anabattisti e gli antitrinitariani del Veneto.
Nel 1557 fuggì in Moravia per scampare ai processi contro gli anabattisti e due anni dopo tornò in Italia dove fu catturato e imprigionato dall'Inquisizione.
Morì annegato nel Canale dell'Orfano della laguna di Venezia nel 1562, in esecuzione della pena capitale alla quale fu condannato a seguito di un processo.